# Soledad de Zaragoza
Soledad de Zaragoza är en ort i Mexiko.   Den ligger i kommunen Xilitla och delstaten San Luis Potosí, i den centrala delen av landet, 210 km norr om huvudstaden Mexico City. Soledad de Zaragoza ligger 1 328 meter över havet och antalet invånare är 491.
Terrängen runt Soledad de Zaragoza är bergig österut, men västerut är den kuperad. Runt Soledad de Zaragoza är det ganska tätbefolkat, med 72 invånare per kvadratkilometer. Närmaste större samhälle är Xilitla, 10,9 km nordost om Soledad de Zaragoza. I omgivningarna runt Soledad de Zaragoza växer huvudsakligen savannskog.